# Jacobo Fitz-James Stuart y Falcó

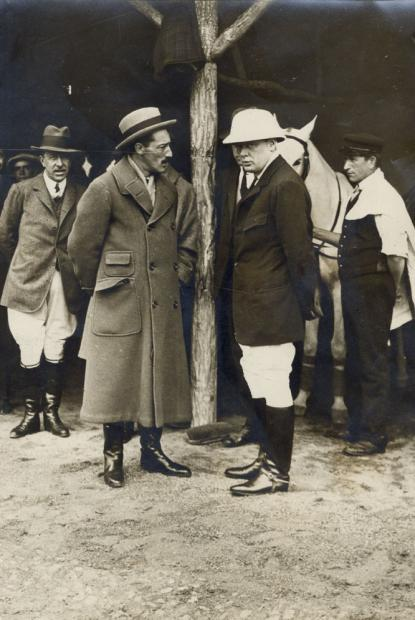
Samen met Winston Churchill.

Jacobo María del Pilar Carlos Manuel Fitz-James Stuart y Falcó Portocarrero y Osorio (Madrid (Spanje), 17 oktober 1878 - Lausanne (Zwitserland), 24 september 1953) was een Spaans edelman en polospeler. Hij nam deel aan de Olympische Zomerspelen van 1920 in Antwerpen en behaalde daarbij de zilveren medaille. Hij was tevens lid van het Internationaal Olympisch Comité.

## Biografie
Jacobo Fitz-James Stuart y Falcó droeg meer dan 50 adellijke titels en bezat grote stukken land en verschillende kastelen over heel Spanje. Hij liep school in het Verenigd Koninkrijk en studeerde later rechten aan de Universiteit van Madrid. In 1927 werd hij verkozen tot directeur van het Real Academia de la Historia, een functie die hij zou vervullen tot zijn overlijden in 1953. In 1931 werd hij minister van Onderwijs van Spanje en later was hij minister van Staat. Hij zetelde ook meermaals in het Spaanse parlement. In de jaren 1930 steunde hij dictator Francisco Franco, wat hem in 1937 de post van Spaans ambassadeur in het Verenigd Koninkrijk opleverde, wat hij bleef tot 1945.

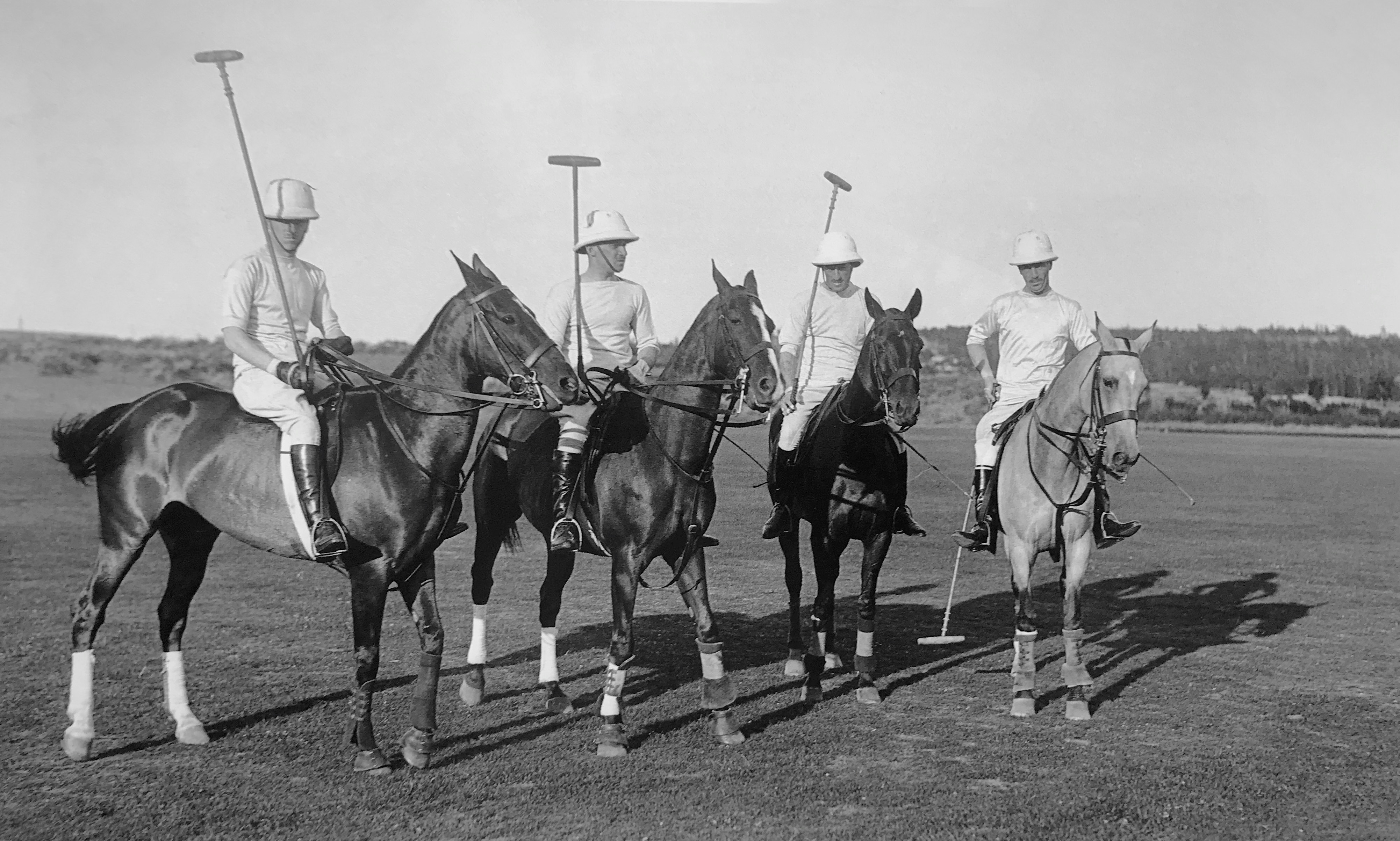
Jacobo Fitz-James Stuart y Falcó (uiterst rechts) als polospeler.

Hij nam in 1920 deel aan de Olympische Zomerspelen in Antwerpen, waar hij deel uitmaakte van het Spaanse nationale poloteam, samen met zijn broer Hernando Fitz-James Stuart y Falcó en met José de Figueroa y Alonso-Martínez, Álvaro de Figueroa y Alonso-Martínez en Leopoldo Sainz de la Maza. Samen met hen behaalde hij hierbij de zilveren medaille. In november 1924 werd hij bovendien lid van het Internationaal Olympisch Comité. Hij oefende deze functie echter slechts tweeënhalf jaar uit en woonde nooit een IOC-sessie bij.

## Belangrijkste resultaten

### Olympische Zomerspelen
| Jaar | Plaats    | Discipline | Resultaat |
| ---- | --------- | ---------- | --------- |
| 1920 | Antwerpen | polo       | Zilver    |

## Titels
Jacobo Fitz-James Stuart y Falcó droeg volgende titels:
- XVII Duque de Alba de Tormes
- tiende Duke van Berwick
- Duque de Arjona
- XVII Duque de Huescar
- X Duque de Liria y Jérica
- Duque de Montoro
- XIII Conde-Duque de Olivares
- Marqués del Carpio
- Conde de Baños
- Conde de Lemos
- Conde de Lerín
- Conde de Miranda del Castanar
- Conde de Monterrey
- Conde de Osorno
- Conde de Siruela
- Condestable de Navarra
- XI Marqués de la Algaba
- Marqués de Andrade
- Marqués de Ardales
- Marqués de Ayala
- XIII Marqués de Barcarrota
- Marqués de Casarrubios del Monte
- XVIII Marqués de Coria
- Marqués de Eliche
- Marqués de Fuentes de Valdepero
- Marqués de Fuentiduena
- Marqués de Galve
- Marqués de los Gelves
- Marqués de Mirallo
- Marqués de Modica
- Marqués de la Mota
- Marqués de Moya
- Marqués de Osera
- Marqués de Piedrahita
- Marqués de Salvatierra
- Marqués de San Esteban de Gormaz
- Marqués de San Leonardo
- Marqués de Santa Cruz de la Sierra
- Marqués de Sárria, Marqués de Tarazona
- Marqués de Valdunquillo, Marqués de Villalba
- Marqués de Villanueva del Fresno
- Marqués de Villanueva del Río
- tiende earl van Tinmouth
- Vizconde de la Calzada
- tiende Baron van Bosworth
- Ridder in de Orde van het Gulden Vlies

- Bibsys: 90902330
- Biblioteca Nacional de España: XX1170559
- Bibliothèque nationale de France: cb15511062q (data)
- Catàleg d'autoritats de noms i títols de Catalunya: 981058518514306706
- CiNii: DA14227081
- Gemeinsame Normdatei: 123468221
- International Standard Name Identifier: 0000 0001 1809 9799
- Library of Congress Control Number: n2013051638
- Nationale Bibliotheek van Tsjechië: zmp20231193996
- Nationale Bibliotheek van Israël: 987007257535605171
- Nederlandse Thesaurus van Auteursnamen: 071418504
- Réseau des bibliothèques de Suisse occidentale: 02-A027072042
- SNAC: w6n313zx
- Système universitaire de documentation: 138470391
- Trove: 1460570
- Virtual International Authority File: 64915396
- WorldCat: E39PBJyCFX6qwmrVrPmgPFGJXd